# دانشگاه ایالتی تگزاس
دانشگاه ایالتی تگزاس (به انگلیسی: Texas State University) یک دانشگاه تحقیقاتی دولتی در سن‌مارکوس واقع در ایالت تگزاس آمریکا است که در سال ۱۸۹۹ میلادی بنیان‌نهاده شده‌است. این دانشگاه بزرگ‌ترین دانشگاه سامانه دانشگاهی ایالتی تگزاس است.
این دانشگاه در سال ۲۰۰۷ بیش از ۲۸۱۳۰ دانشجو ثبت‌نامی داشت.

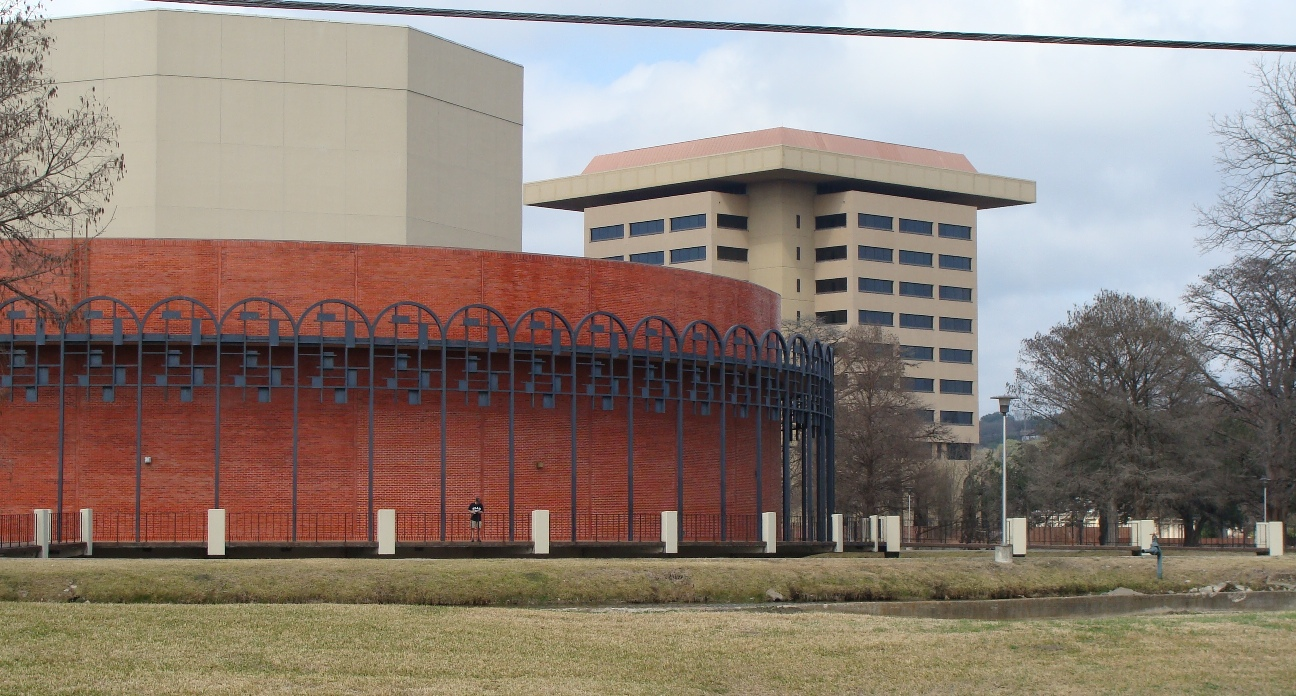
دانشگاه ایالتی تگزاس